# Vuelta a Asturias 2001
La Vuelta a Asturias 2001, quarantacinquesima edizione della corsa, si svolse dal 15 al 20 maggio su un percorso di 950 km ripartiti in 6 tappe (l'ultima suddivisa in due semitappe), con partenza a Oviedo e arrivo a Alto Naranco. Fu vinta dallo spagnolo Juan Carlos Domínguez della Linda McCartney-Jaguar davanti al suo connazionale Joan Horrach e allo svizzero Alex Zülle.

## Tappe
| Tappa  | Data      | Percorso                                  | km  | Vincitore di tappa             | Leader cl. generale            |
| ------ | --------- | ----------------------------------------- | --- | ------------------------------ | ------------------------------ |
| 1ª     | 15 maggio | Oviedo > Avilés                           | 154 | Miguel Ángel Martín Perdiguero | Miguel Ángel Martín Perdiguero |
| 2ª     | 16 maggio | Avilés > Llanes                           | 175 | Fabiano Fontanelli             | Miguel Ángel Martín Perdiguero |
| 3ª     | 17 maggio | Llanes > Gijón                            | 165 | Igor González de Galdeano      | Igor González de Galdeano      |
| 4ª     | 18 maggio | Gijón > Alto del Viso                     | 182 | Joan Horrach                   | Juan Carlos Domínguez          |
| 5ª     | 19 maggio | Pravia > El Acebo                         | 170 | Alberto López de Munain        | Juan Carlos Domínguez          |
| 6ª-1ª  | 20 maggio | Cangas del Narcea > Oviedo                | 98  | Igor Bonciucov                 | Juan Carlos Domínguez          |
| 6ª-2ª  | 20 maggio | Oviedo > Alto Naranco (cron. individuale) | 5,8 | Juan Carlos Domínguez          | Juan Carlos Domínguez          |
| Totale | Totale    | Totale                                    | 950 |                                |                                |

## Dettagli delle tappe

### 1ª tappa
- 15 maggio: Oviedo > Avilés – 154 km

| Pos. | Corridore                      | Squadra       | Tempo    |
| ---- | ------------------------------ | ------------- | -------- |
| 1    | Miguel Ángel Martín Perdiguero | Cantina Tollo | 3h44'57" |
| 2    | Raphael Schweda                | Coast         | s.t.     |
| 3    | Peter Wrolich                  | Gerolsteiner  | s.t.     |

| Pos. | Corridore                      | Squadra       | Tempo    |
| ---- | ------------------------------ | ------------- | -------- |
| 1    | Miguel Ángel Martín Perdiguero | Cantina Tollo | 3h44'57" |

### 2ª tappa
- 16 maggio: Avilés > Llanes – 175 km

| Pos. | Corridore              | Squadra       | Tempo    |
| ---- | ---------------------- | ------------- | -------- |
| 1    | Fabiano Fontanelli     | Mercatone Uno | 4h05'52" |
| 2    | Martin Garrido Mayorga | Colchon Relax | s.t.     |
| 3    | Ángel Edo              | Milaneza-MSS  | s.t.     |

| Pos. | Corridore                      | Squadra       | Tempo    |
| ---- | ------------------------------ | ------------- | -------- |
| 1    | Miguel Ángel Martín Perdiguero | Cantina Tollo | 7h50'49" |

### 3ª tappa
- 17 maggio: Llanes > Gijón – 165 km

| Pos. | Corridore                      | Squadra     | Tempo    |
| ---- | ------------------------------ | ----------- | -------- |
| 1    | Igor González de Galdeano      | ONCE-Eroski | 4h14'08" |
| 2    | Bruno Miguel Castanheira Gomes | LA-Pecol    | s.t.     |
| 3    | Ramón González Arrieta         | Euskaltel   | s.t.     |

| Pos. | Corridore                 | Squadra     | Tempo     |
| ---- | ------------------------- | ----------- | --------- |
| 1    | Igor González de Galdeano | ONCE-Eroski | 12h04'57" |

### 4ª tappa
- 18 maggio: Gijón > Alto del Viso – 182 km

| Pos. | Corridore             | Squadra      | Tempo    |
| ---- | --------------------- | ------------ | -------- |
| 1    | Joan Horrach          | Milaneza-MSS | 4h39'11" |
| 2    | Juan Carlos Domínguez | L. McCartney | s.t.     |
| 3    | Carlos Sastre         | ONCE-Eroski  | a 21"    |

| Pos. | Corridore             | Squadra      | Tempo     |
| ---- | --------------------- | ------------ | --------- |
| 1    | Juan Carlos Domínguez | L. McCartney | 16h44'08" |

### 5ª tappa
- 19 maggio: Pravia > El Acebo – 170 km

| Pos. | Corridore               | Squadra      | Tempo    |
| ---- | ----------------------- | ------------ | -------- |
| 1    | Alberto López de Munain | Euskaltel    | 4h38'52" |
| 2    | Juan Carlos Domínguez   | L. McCartney | a 5"     |
| 3    | Joan Horrach            | Milaneza-MSS | s.t.     |

| Pos. | Corridore             | Squadra      | Tempo     |
| ---- | --------------------- | ------------ | --------- |
| 1    | Juan Carlos Domínguez | L. McCartney | 21h23'05" |

### 6ª tappa - 1ª semitappa
- 20 maggio: Cangas del Narcea > Oviedo – 98 km

| Pos. | Corridore        | Squadra       | Tempo |
| ---- | ---------------- | ------------- | ----- |
| 1    | Igor Bonciucov   | Atlas         |       |
| 2    | Ruggero Marzoli  | Cantina Tollo | a 8"  |
| 3    | Emanuele Negrini | Cantina Tollo | s.t.  |

| Pos. | Corridore             | Squadra      | Tempo |
| ---- | --------------------- | ------------ | ----- |
| 1    | Juan Carlos Domínguez | L. McCartney |       |

### 6ª tappa - 2ª semitappa
- 20 maggio: Oviedo > Alto Naranco (cron. individuale) – 5,8 km

| Pos. | Corridore               | Squadra      | Tempo  |
| ---- | ----------------------- | ------------ | ------ |
| 1    | Juan Carlos Domínguez   | L. McCartney | 12'32" |
| 2    | Alex Zülle              | Coast        | a 23"  |
| 3    | Alberto López de Munain | Euskaltel    | a 24"  |

| Pos. | Corridore             | Squadra      | Tempo     |
| ---- | --------------------- | ------------ | --------- |
| 1    | Juan Carlos Domínguez | L. McCartney | 22h31'46" |
| 2    | Joan Horrach          | Milaneza-MSS | a 56"     |
| 3    | Alex Zülle            | Coast        | a 1'12"   |

## Classifiche finali

### Classifica generale
| Pos. | Corridore                 | Squadra                  | Tempo     |
| ---- | ------------------------- | ------------------------ | --------- |
| 1    | Juan Carlos Domínguez     | Linda McCartney-Jaguar   | 22h31'46" |
| 2    | Joan Horrach              | Milaneza-MSS             | a 56"     |
| 3    | Alex Zülle                | Team Coast               | a 1'12"   |
| 4    | Roberto Laiseka           | Euskaltel-Euskadi        | s.t.      |
| 5    | Bingen Fernandez Bustinza | Euskaltel-Euskadi        | a 1'20"   |
| 6    | Alberto López de Munain   | Euskaltel-Euskadi        | a 1'40"   |
| 7    | Aitor Kintana Zarate      | Jazztel-Costa de Almeria | a 1'52"   |
| 8    | Ramón González Arrieta    | Euskaltel-Euskadi        | a 2'05"   |
| 9    | Fernando Escartín         | Team Coast               | a 2'09"   |
| 10   | Georg Totschnig           | Gerolsteiner             | a 2'12"   |